# À l'ouest, rien de nouveau (film, 1930)
Pour les articles homonymes, voir À l'ouest, rien de nouveau (homonymie).
Pour plus de détails, voir Fiche technique et Distribution.
À l'Ouest, rien de nouveau (All Quiet on the Western Front) est un film américain réalisé par Lewis Milestone, sorti le 21 avril 1930, d'après le roman éponyme (titre original : Im Westen nichts Neues) d'Erich Maria Remarque publié en 1929. En 1990, À l'Ouest, rien de nouveau est sélectionné pour le National Film Registry par le National Film Preservation Board en vue d'une conservation à la bibliothèque du Congrès aux États-Unis en raison de son « importance culturelle, historique ou esthétique ». Il est considéré par Martin de Bie comme « une vraie bombe cinématographique et un emblème de l’engagement pour la paix. Il est […] l’un des plus grands films de guerre avec un message pacifiste. »

## Synopsis
Lors de la Première Guerre mondiale, Paul Bäumer et ses amis de classe d'un lycée allemand se décident à s'enrôler volontairement pour répondre aux harangues patriotiques de leur professeur qui les exhorte à défendre la patrie et à se couvrir de gloire. Les uns enthousiastes, les autres ne voulant pas se singulariser. Bien vite, les adolescents se rendent compte qu'il n'y a pas que des bons côtés à la guerre : discipline absurde, désorganisation du front, sous-alimentation, attente insupportable sous les bombardements meurtriers, combats cruels, pertes énormes. Les médecins manquent et les blessés, s'ajoutant aux morts, finissent par mourir.
Au retour de Paul, après trois années au front, le professeur qui a convaincu ces jeunes de partir pour la guerre est en train d'en motiver d'autres. Paul lui déclare qu'il n'y a pas de bons côtés à la guerre et dit aux jeunes présents de ne pas écouter le professeur. Puis il retourne au front, devenu sa seule raison d'être.

## Fiche technique
- Titre : À l'Ouest, rien de nouveau
- Titre original : All Quiet on the Western Front
- Réalisateur : Lewis Milestone
- Scénario : Maxwell Anderson, Del Andrews, George Abbott, C. Gardner Sullivan, Walter Anthony, Lewis Milestone, d'après l'œuvre d'Erich Maria Remarque
- Producteur : Carl Laemmle Jr.
- Société de production : Universal Pictures
- Musique : Sam Perry et Heinz Roemheld
- Photographie : Arthur Edeson
- Cadrage : Cliff Shirpser
- Montage : Edgar Adams et Milton Carruth
- Budget : 1,2 million de dollars
- Pays de production :  États-Unis
- Langue : anglais
- Format : Noir et blanc - 1,33:1 - Mono - 35 mm
- Genre : Film dramatique, Film de guerre
- Durée :
  - 152 minutes (version originale)[2]
  - 133 minutes (version restaurée)[3]
  - 99 minutes (version courte) (édition DVD Le Figaro)
- Dates de sortie :
  - États-Unis :
    - 21 avril 1930 (première mondiale à Los Angeles)
    - 29 avril 1930 (première à New York)
    - 24 août 1930 (sortie nationale)

  - Royaume-Uni : 14 juin 1930 (première à Londres)
  - France : 21 novembre 1930
  - République de Weimar : 4 décembre 1930
- Affiche : Joseph Koutachy (France)

## Distribution

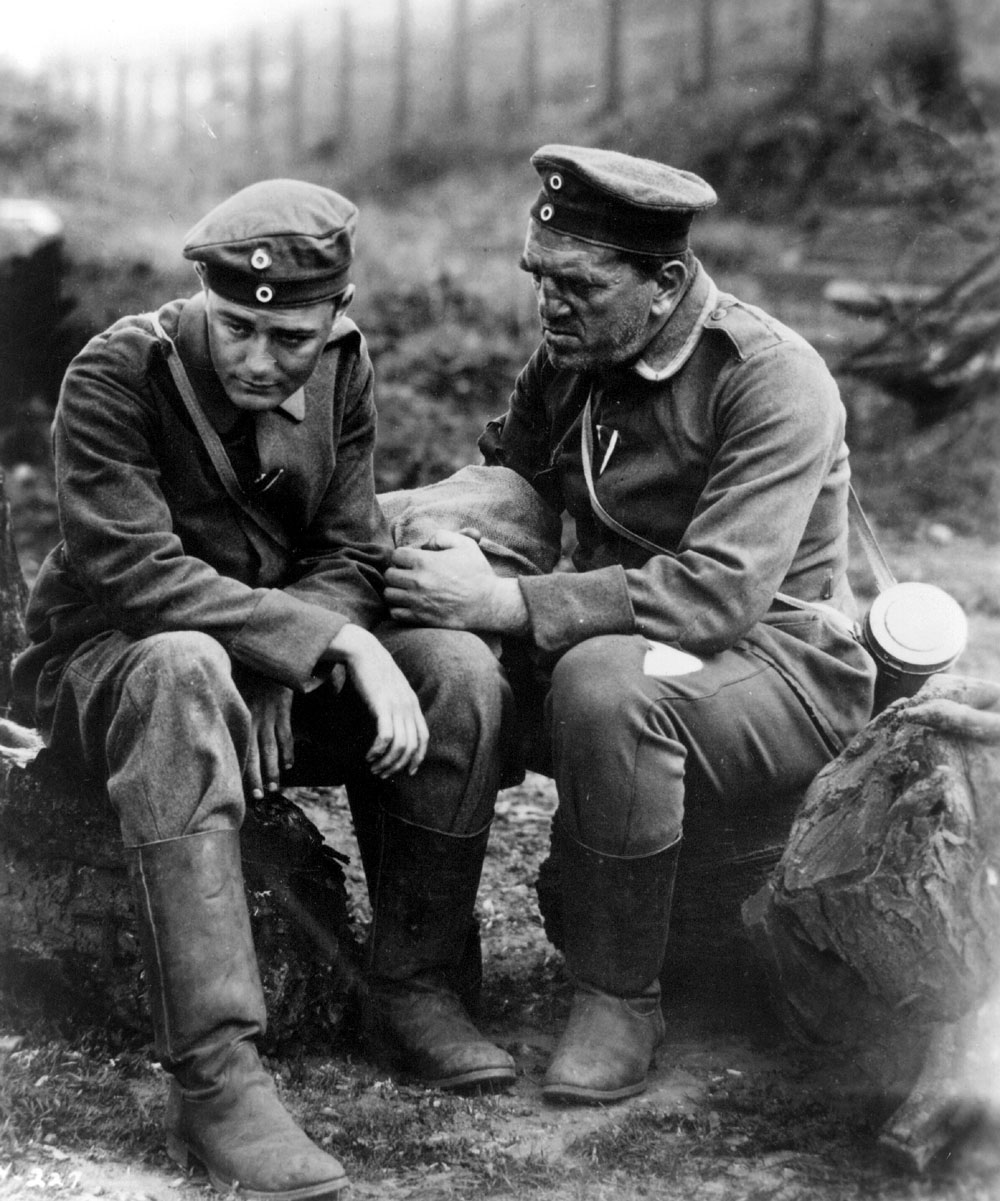
Lew Ayres et Louis Wolheim dans une scène du film.

Légende : Second doublage vers 1970 / Troisième doublage en 2005
- Louis Wolheim (VF : Jean Clarieux / Roger Lumont) : Stanislas « Kat » Katczinsky
- Lew Ayres (VF : Jacques Thébault / Alexis Victor) : Paul Bäumer
- John Wray (VF : Serge Lhorca) : Himmelstoss, le facteur
- Arnold Lucy (VF : Pierre Baton) : Pr Kantorek
- Ben Alexander (VF : Serge Lhorca) : Franz Kemmerich
- Scott Kolk (en) : Leer
- Owen Davis Jr. (en) : Peter
- Walter Rogers : Behm
- William Bakewell (VF : Marc de Georgi) : Albert Kroop
- Russell Gleason (en) : Mueller
- Richard Alexander (VF : Raymond Loyer) : Westhus
- Harold Goodwin (VF : Henry Djanik) : Detering
- Slim Summerville (VF : Fernand Fabre) : Tjaden
- G. Pat Collins (en) : Lieutenant Bertinck
- Beryl Mercer (VF : Hélène Tossy) : Mme Bäumer, la mère de Paul
- Edmund Breese (VF : Yves Brainville) : Mr Meyer

Acteurs non crédités au générique
- Vince Barnett : l'assistant du cuisinier
- Heinie Conklin (VF : Jean-Henri Chambois) : Joseph Hammacher
- Yola d'Avril : Suzanne, une villageoise française
- William Irving : Ginger, le cuisinier
- Tom London : Orderly
- Bertha Mann (en) : sœur Libertine
- Joan Marsh : la fille du postier
- Edwin Maxwell : Mr Bäumer
- Bodil Rosing : la mère du patient à l’hôpital
- Fred Zinnemann : un soldat allemand / le conducteur d'une ambulance française

## Autour du film
- Le film fait partie du National Film Registry, un ensemble de films sélectionnés afin d'être conservés à la Bibliothèque du Congrès.
- Il a été interdit seulement une semaine après sa sortie, le 11 décembre 1930, par le « Film-Oberprüfstelle », le comité de censure cinématographique de l'époque, sous la pression exercée par les Nazis dans les cinémas allemands.
- Lors de la première du film à Berlin au cinéma Mozart, le public fut surpris par des hurlements. Des femmes montaient sur leurs sièges. Leni Riefenstahl raconte que "le Dr Goebbels avait organisé sciemment cette panique en lâchant dans la salle, dès la première image, des centaines de souris blanches[4]"

## Récompenses et distinctions

### Oscars 1930
- Oscar du meilleur film

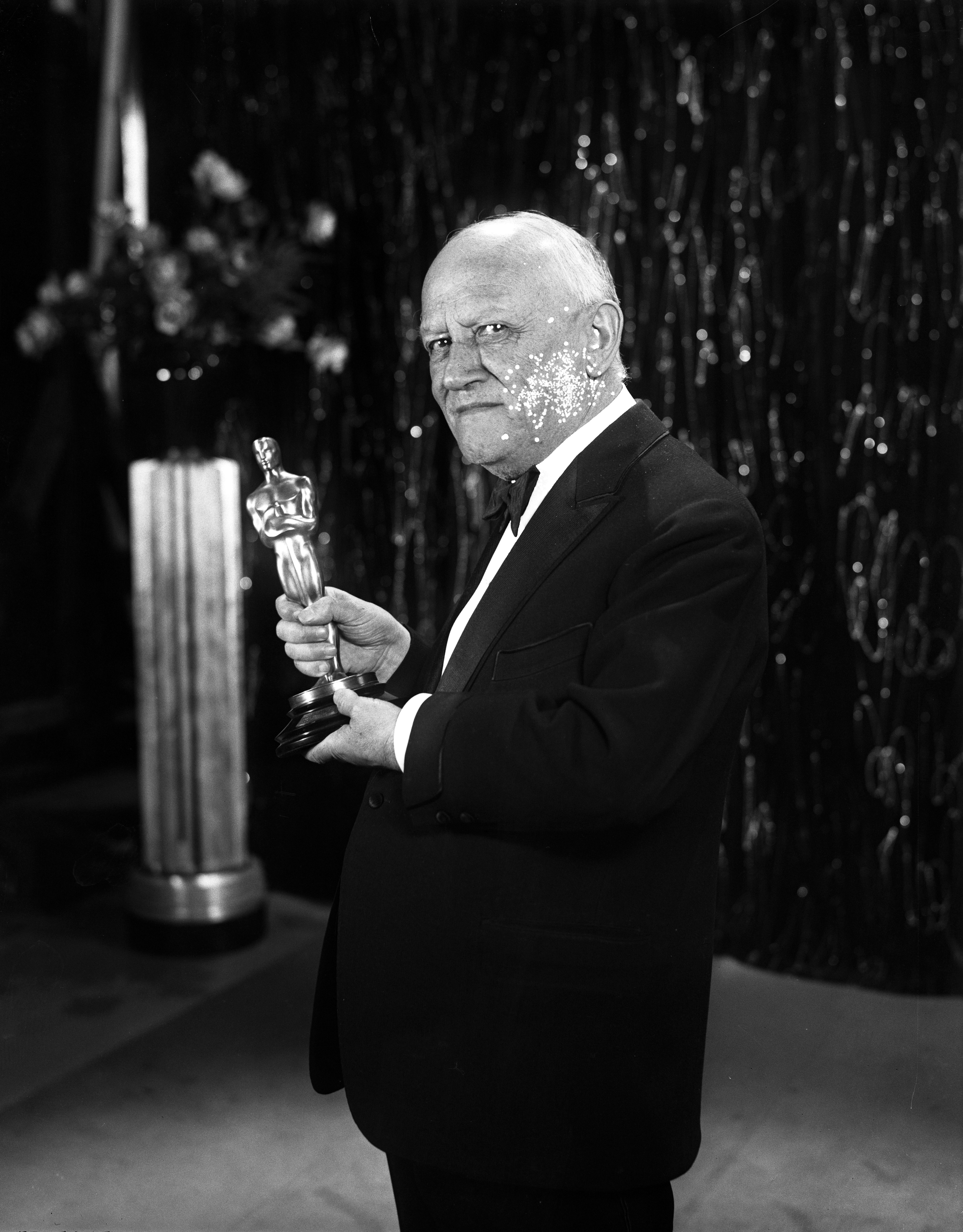
Le producteur Carl Laemmle tenant l'Oscar du meilleur film, produit par son fils Carl Laemmle Jr..

- Oscar du meilleur réalisateur pour Lewis Milestone
- Nomination à l'Oscar du meilleur scénario adapté
- Nomination à l'Oscar de la meilleure photographie

### Autres
- National Board of Review: Top Ten Films 1930
- Prix du meilleur film étranger, lors des Kinema Junpō 1931